# Поляков, Сергей Николаевич (биатлонист)
Сергей Николаевич Поляков (30 сентября 1952, Горький — 16 января 2009, Нижний Новгород) — советский биатлонист, двукратный призёр чемпионатов СССР, мастер спорта СССР международного класса по биатлону, мастер спорта СССР по лыжным гонкам. Впоследствии — бизнесмен.

## Биография
Родился в семье военного атташе и учительницы, провёл раннее детство в Германии, затем вместе с семьёй вернулся в Горький.
Окончил кафедру физвоспитания Горьковского педагогического института, занимался лыжными гонками и биатлоном. Выступал за спортивное общество «Локомотив» и город Горький. В лыжах становился призёром первенства РСФСР.
В чемпионатах СССР по биатлону дважды, в 1976 и 1977 годах, выигрывал серебряные медали в гонке патрулей в составе сборной общества «Локомотив».
После окончания спортивной карьеры работал тренером во Дворце спорта. В начале 1990-х годов занялся торговым бизнесом, торговал автомобилями, затем импортной одеждой. Был владельцем галереи бутиков «Интермода» и ресторана «Феллини» в Нижнем Новгороде.
16 января 2009 года покончил жизнь самоубийством. Похоронен на кладбище «Марьина Роща» Нижнего Новгорода.

## Личная жизнь
Был женат. Сыновья Сергей и Илья.